# Valvola a globo

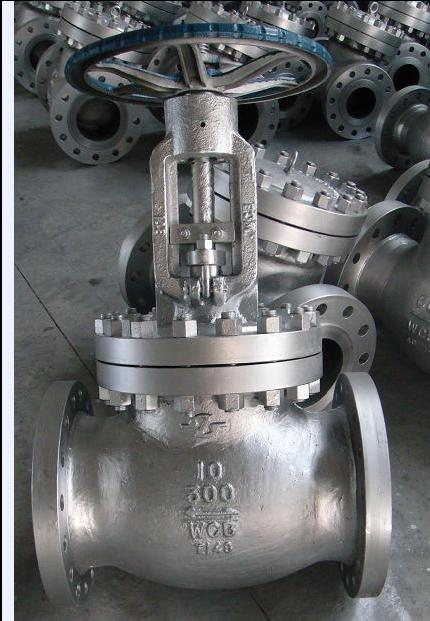
valvola a globo in acciaio

Le valvole a globo, che si suddividono in valvole a flusso avviato e a flusso libero, sono valvole che consentono la regolazione di un parametro, quale la pressione o la portata, modificando il flusso di un fluido in una condotta in pressione.
 Tali valvole vengono dette a globo per la forma dell'involucro esterno (corpo).
Possono essere utilizzate anche come valvole di intercettazione cioè a funzionamento on/off.

## Geometria

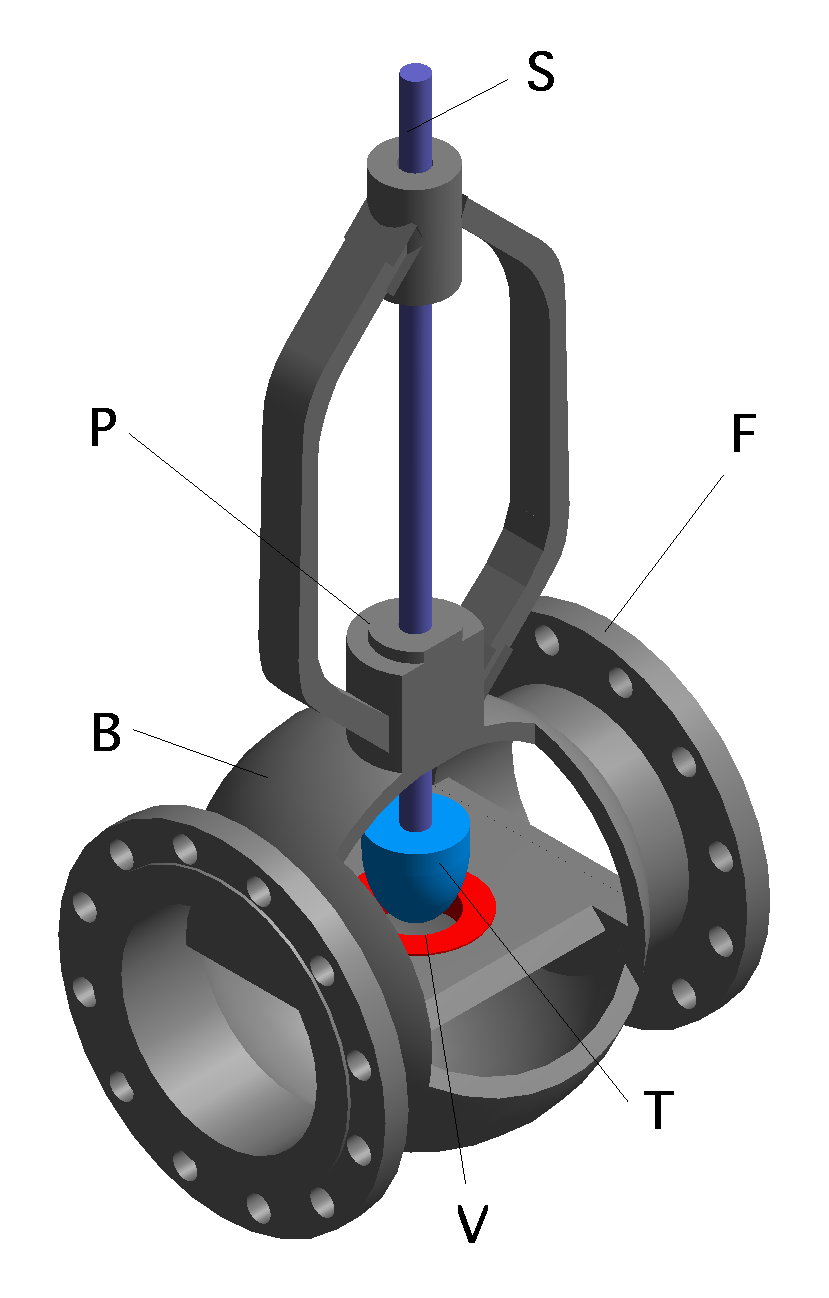
valvola a flusso avviato, aperta per mostrare i componenti

La valvola a globo è costituita nel seguente modo: 
- corpo  B: costituisce la struttura portante della valvola sul quale vengono realizzati gli attacchi alla condotta (normalmente flangiati);
- premistoppa P: isola il processo dall'ambiente tramite opportune tenute;
- stelo S: costituisce l'equipaggio mobile, il cui movimento regola la distanza tra l'otturatore e la sede;
- otturatore T;
- sede di tenuta V;
- flangia F.

## Funzionamento

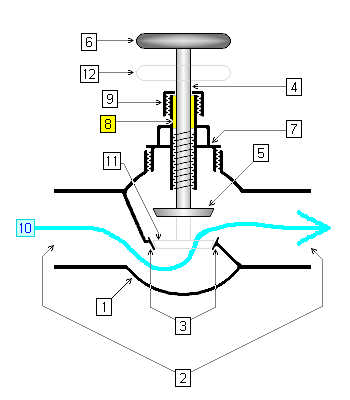
schema di funzionamento di una valvola a T con comando manuale

All'interno del corpo, l'area di passaggio del fluido viene regolata attraverso lo spostamento di un otturatore (5) rispetto alla sede (3). 

Quando l'otturatore appoggia sulla sede la valvola è completamente chiusa (11), quando invece si trova alla sua massima distanza, la valvola è tutta aperta (5), la posizione intermedia consente la regolazione del flusso (10).

## Classificazioni
Le valvole a globo sono valvole di regolazione lineari, poiché l'otturatore si sposta traslando lungo un asse, quindi richiedono un comando lineare in ingresso, oppure una vite per avere in ingresso un comando rotativo.

### Per corpo valvola e inclinazione stelo
Le valvole a globo si suddividono in due categorie:
- valvole "a flusso avviato", o "a T"
- valvole "a flusso libero", detta anche "a y"

Nel caso di flusso avviato il corpo è formato internamente "a T" e forma un canale che devia molto il flusso del liquido (flusso "a T", che porta a coefficiente di flusso più basso a parità di dimensioni esterne del corpo). Lo stelo è disposto perpendicolarmente al verso di efflusso della valvola.
Nel caso di flusso inclinato il corpo è formato internamente "a y" e forma un canale che devia solo leggermente il flusso del liquido (flusso "a y", che porta a coefficiente di flusso più alto a parità di dimensioni esterne del corpo). Lo stelo è disposto inclinato di un angolo acuto o ottuso rispetto al verso di efflusso della valvola anche seconda dell'impiego (regolazione, intercettazione).

### Per otturatore
Per variare la caratteristica dell'otturazione si varia la forma dell'otturatore:
- otturatore a tappo (valvola a spillo);
- otturatore a disco;
- otturatore a pistone (valvola a pistone).

A seconda della forma una valvola a globo può fungere da valvola di regolazione o da valvola di intercettazione.

## Azionamento
Come per tutte le valvole, a seconda della sorgente del movimento impresso all'otturatore si può avere:
- valvola manuale - solitamente con un volantino (6) collegato con una vite allo stelo (4)
- valvola automatica che può essere ad esempio: elettrico (elettrovalvola), pneumatico (valvola pneumatica) o oleoidraulico (idrovalvola, il fluido solitamente è olio)

## Cavitazione e flashing
All'interno della valvola si ha una riduzione di sezione, poiché - dato che la portata rimane costante - per l'equazione di continuità dei liquidi, nella valvola la velocità del fluido aumenta.

Dall'equazione di Bernoulli, un aumento di velocità provoca una diminuzione della pressione.

Se la pressione di vena fluida in corrispondenza della sezione contratta scende al di sotto della tensione di vapore pv, si formano bolle di vapore.

A valle della sezione contratta però la sezione torna rapidamente ad aumentare con conseguente rapida riduzione della velocità e aumento della pressione p2 (pressione di valle).

A seconda del valore della pressione di valle si possono presentare due fenomeni:
- se p2 > pv si ha cavitazione: le bolle di vapore implodono non appena vengono trasportate dalla corrente fluida in un punto a pressione superiore a pv. Il ripetuto collasso delle bolle produce onde di pressione di intensità molto elevata accompagnata da forte rumorosità.
- se p2 < pv si ha flashing: le bolle di vapore raggiungono l'uscita della valvola, dove può essere presente una miscela di liquido‐vapore oppure solo vapore. Il flashing è accompagnato da forte rumorosità.

Tali fenomeni sono molto dannosi e possono determinare l'usura e il danneggiamento della valvola. Per questo motivo sono importanti la scelta e il dimensionamento della valvola.